# Floraleda Sacchi
Floraleda Sacchi [sakki] (* 14. června 1978, Como, Itálie) je italská harfistka, hudební skladatelka a muzikoložka.

## Kariéra
Vystudovala konzervatoř ve městě Como (Conservatorio di Como). Hraje na klasické, keltské, elektrické i na historické harfy.
Kromě společných koncertů s jinými interprety vystupovala samostatně v:
- Conservatoire National Supérieur Musique et Danse (Salle Varèse), Lyon (Francie)
- Konzerthaus (Kleiner Saal), Berlín (Německo)
- Gewandhaus (Mendelssohn Saal), Lipsko (Německo)
- Gasteig, Mnichov (Německo)
- Theater Bellevue, Amsterdam (Nizozemsko)
- Teatro Bibiena, Mantova (Itálie)
- Conservatorio di Musica Giuseppe Verdi (Sala Verdi), Milán (Itálie)
- Auditorium della Conciliazione, Řím (Itálie)
- Teatro Valle, Řím (Itálie)
- Sammlung Rosengart, Lucern (Švýcarsko)
- Musée international de la Croix-Rouge et du Croissant-Rouge, Ženeva (Švýcarsko)
- Matsuo Hall, Tokyo (Japonsko)
- Kyoto Prefectural Citizens’ Hall ALTI, Kjóto (Japonsko)
- Binjanej ha-Uma, Giv'at Ram (Jeruzalém)
- Glenn Gould Studio, Toronto (Kanada)
- UBC School of Music (Gessler Hall), Vancouver (Kanada)
- Carnegie Hall (Weill Recital Hall), New Yorku (USA)
- Budova Organizace spojených národů, New Yorku (USA)
- Vystoupila také na festivalech:
- Emilia Romagna Festival (Itálie)
- KlangBogen, Vídeň (Rakousko)
- Música no Museu, Rio de Janeiro (Brazílie)
- River Concert series, Maryland (USA) a dalších.

V repertoáru má díla skladatelů jako Nicola Campogrande, John Cage, Arvo Pärt, Michael Nyman, Paolo Castaldi, David Clarck Little, Dimitri Nicolau, Gianluca Cangey, Jean Chatillon, Luis Berenguer, Gianluca pódia, Philip Glass, Giacomo Manzoni.
Spolupracuje i se slovenskými hudebním skladatelem Petrem Machajdíkem, jehož skladby nahrála na albech Namah [SF 00542131], Minimal Harp a Inside The Tree.
V letech 1997 až 2003 získala ocenění na 16 mezinárodních soutěžích:
- Concorso UFAM (Paříž)
- Gioventù Musicale Italiana
- Rovere d'Oro
- T.I.M. (Řím)
- Concorso F. Schubert
- Toronto Concerto Competition
- Premio Galbiati (Milán)

V roce 1999 získala na knižním veletrhu Svět knihy v Praze cenu Harpa Award za svou knihu Elias Parish Alvars.
Od roku 2006 je uměleckou ředitelkou Lake Como Festival.

## Ocenění
Výběr získaných ocenění:
- 1997 – Viglianoviva Wettbewerb (Vigliano, Biella): 1. cena
- 1997 – IV A.Gi.Mus. Wettbewerb (Varenna, Lecco): 1. cena
- 1998 – VII TIM – Torneo Internazionale di Musica (Rom): 1. cena
- 1999 – Harpa Award Pris – World Harp Society, International Harp Centre (Basel, Schweiz)
- 2002 – TIM – Torneo Internazionale di Musica (Rome), 1. cena (Diploma d'Onore)
- 2002 – Galbiati-Beltrami Prize (Mailand), 1. cena s Allegro Ensemble (Ravel: Introduction et Allegro, Debussy: Prélude à l'après midi d'un faune)
- 2002 – XI "Riviera della Versilia" Wettbewerb: 1. cena s Æolian Harp Duo

## Knihy
- Elias Parish Alvars, Life, Music, Documents: annotated catalogue of his works for harp, piano, orchestra and voice, Odilia Publishing, 1999, ISBN 9783952136713
- "Specchio", Pulcino Elefante Editions, 2004
- "Violette", Pulcino Elefante Editions, 2004